# Scavino
Scavino es una localidad uruguaya del departamento de San José.

## Ubicación
La localidad se encuentra situada en la zona suroeste del departamento de San José, sobre la ruta 1, junto a la localidad de Ecilda Paullier.

## Población
La localidad cuenta con una población de 183 habitantes, según el censo del año 2011.
| 104           | 114 | 152 | 155 | 183 |
| (Fuente: INE) |     |     |     |     |